# Tetraulax affinis
Tetraulax affinis es una especie de escarabajo de la familia Cerambycidae. Fue descrita por Stephan von Breuning en 1938. Se encuentra en Sudáfrica.